# Dorsino
Dorsino és un antic municipi italià, dins de la província de Trento. L'any 2007 tenia 430 habitants. Limitava amb els municipis de Bleggio Inferiore, Lomaso, San Lorenzo in Banale i Stenico.
L'1 de gener 2015 es va fusionar amb el municipi de San Lorenzo in Banale creant així el nou municipi de San Lorenzo Dorsino, del qual actualment és una frazione.

## Administració
| Període | Identitat          | Partit        |
| ------- | ------------------ | ------------- |
| 2005-   | Albino Dellaidotti | Llista cívica |